# Woods Hole
Woods Hole è un villaggio del Massachusetts. Fa parte della città di Falmouth nella Contea di Barnstable. Si trova all'estremità sud-ovest di Capo Cod, vicino a Martha's Vineyard e le Isole Elisabetta. La popolazione era di 781 abitanti al censimento del 2010.
È il sito di diverse istituzioni scientifiche famose, tra cui il Woods Hole Oceanographic Institution, un centro di ricerca del National Marine Fisheries Service e un centro di ricerca dell'United States Geological Survey. È anche il sito del Settore sud-est del New England (ex USCG) della Guardia Costiera degli Stati Uniti, del faro di Nobska, nonché il capolinea del traghetto a vapore tra Capo Cod e l'isola di Martha Vineyard.

## Galleria d'immagini

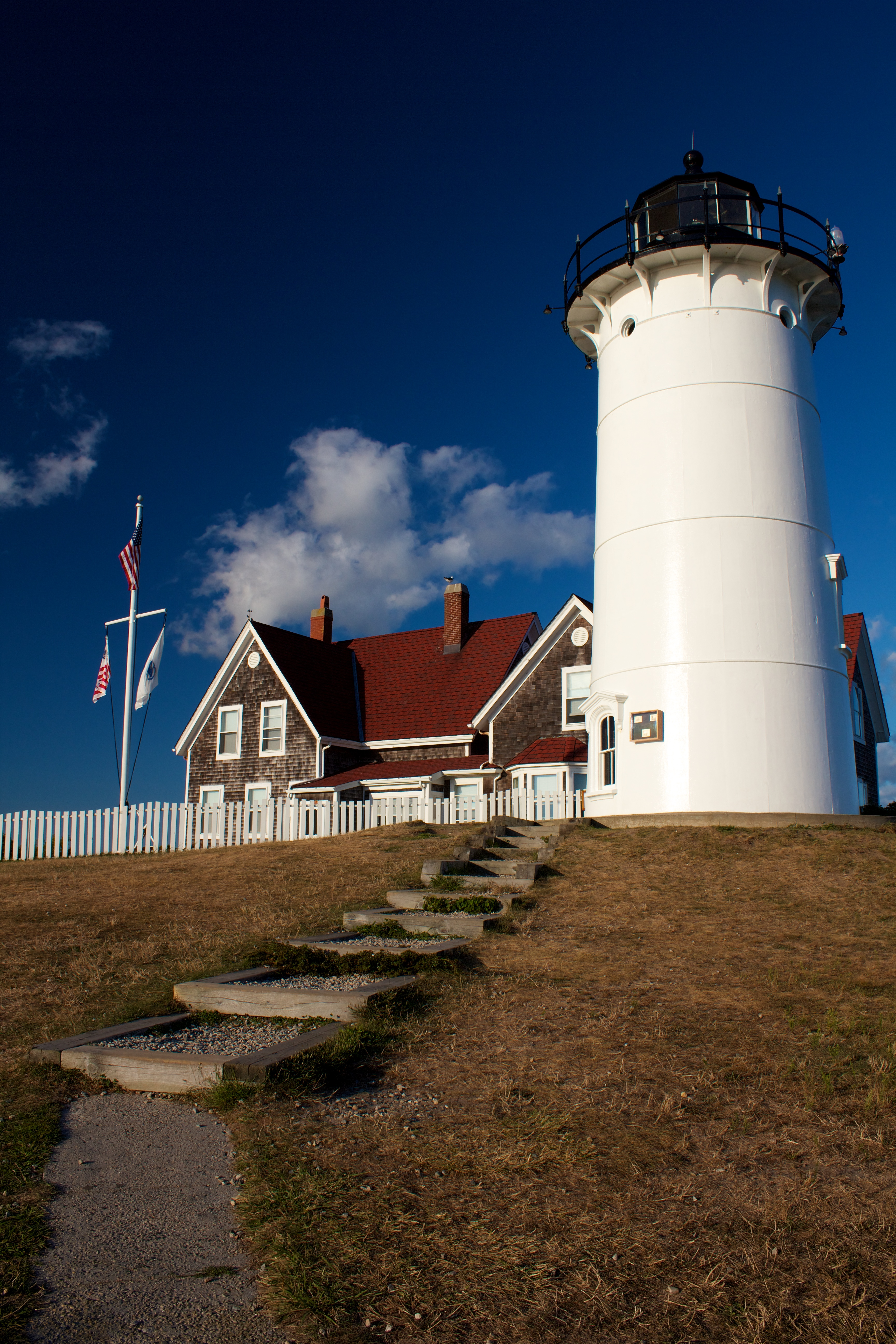
Faro di Nobska